# Campionati mondiali di tiro 1904
I campionati mondiali di tiro 1904 furono l'ottava edizione dei campionati mondiali di questa disciplina e si disputarono a Lione. Questa edizione fu organizzata dall'ISSF e dalla federazione di tiro francese. La nazione più medagliata fu la Svizzera.

## Risultati

### Uomini

#### Carabina
| Evento                     | Oro                                                                                     | Oro       | Argento                                                                               | Argento   | Bronzo                                                              | Bronzo    |
| Evento                     | Atleta                                                                                  | Risultato | Atleta                                                                                | Risultato | Atleta                                                              | Risultato |
| 300m 3 posizioni           | Konrad Stäheli                                                                          | 953       | Jean Reich                                                                            | 915       | Maurice Lecoq                                                       | 913       |
| 300m a terra               | François Rysheuvels                                                                     | 342       | Achille Paroche                                                                       | 334       | Louis Richardet                                                     | 330       |
| 300m in ginocchio          | Heinrich Schellenberg                                                                   | 337       | Konrad Stäheli                                                                        | 331       | Louis Richardet                                                     | 326       |
| 300m in piedi              | Daniele Bonicelli                                                                       | 309       | Konrad Stäheli                                                                        | 308       | Paul Van Asbroek                                                    | 307       |
| 300m 3 posizioni a squadre | Svizzera Achille Roch Louis Richardet Heinrich Schellenberger Jean Reich Konrad Stäheli | 4542      | Italia Attilio Conti Daniele Bonicelli Raffaele Frasca Cesare Valerio Riccardo Ticchi | 4431      | Francia Duret Maurice Lecoq Achille Paroche Léon Moreaux Raphaël Py | 4422      |

#### Pistola
| Evento        | Oro                                                                        | Oro       | Argento                                                                                 | Argento   | Bronzo                                                                 | Bronzo    |
| Evento        | Atleta                                                                     | Risultato | Atleta                                                                                  | Risultato | Atleta                                                                 | Risultato |
| 50m           | Paul Van Asbroek                                                           | 484       | Paul Probst                                                                             | 474       | Raphaël Py                                                             | 468       |
| 50m a squadre | Svizzera Karl Hess Paul Probst Louis Richardet Karl Röderer Konrad Stäheli | 2333      | Argentina José Fernandez Marcelo de Alvear Alberto Pero Pedro Partarrie Benjamin Segura | 2242      | Francia Caurette Jean Fouconnier Molinie-Paget Léon Moreaux Raphaël Py | 2155      |

## Medagliere
Nazione ospitante
| Posiz. | Nazione   | Oro | Argento | Bronzo | Totale |
| ------ | --------- | --- | ------- | ------ | ------ |
| 1      | Svizzera  | 4   | 4       | 2      | 10     |
| 2      | Belgio    | 2   | 0       | 1      | 3      |
| 3      | Italia    | 1   | 1       | 0      | 2      |
| 4      | Francia   | 0   | 1       | 4      | 5      |
| 5      | Argentina | 0   | 1       | 0      | 1      |